# Radovan Pavlík
Radovan Pavlík (* 18. února 1998 Hradec Králové) je český lední hokejista, hrající na postu pravého křídla, a mládežnický reprezentant, od května 202 nastupující za A-tým českého mužstva HC Kometa Brno.

## Hráčská kariéra
Svoji hokejovou kariéru začal v klubu HC VCES Hradec Králové, kde prošel všemi mládežnickými kategoriemi. V sezoně 2014/15 pomohl královéhradecké juniorce k postupu do extraligy a odbyl si také debut v "áčku" v nejvyšší soutěži proti týmu PSG Zlín. V dalších letech hrál za juniory i A-mužstvo Hradce a nastupoval také za Stadion Litoměřice působící v první lize. V ročníku 2016/17 s "áčkem" královéhradeckého klubu poprvé v jeho historii postoupil v extralize do semifinále play-off, kde byl tým vyřazen pozdějším mistrem - Kometou Brno v poměru 2:4 na zápasy, ale Pavlík společně se spoluhráči a trenéry získal bronzovou medaili.

## Jednotlivé sezony
- 2011/2012 HC VCES Hradec Králové - mládež
- 2012/2013 Královští lvi Hradec Králové - mládež
- 2013/2014 Královští lvi Hradec Králové - mládež
- 2014/2015 Mountfield HK - mládež, A-tým (Česká extraliga)
- 2015/2016 Mountfield HK - mládež, A-tým (Česká extraliga), HC Stadion Litoměřice (1. česká liga)
- 2016/2017 Mountfield HK - mládež, A-tým (Česká extraliga), HC Stadion Litoměřice (1. česká liga)
- 2017/2018 Mountfield HK ELH
- 2018/2019 Mountfield HK ELH
- 2019/2020 Mountfield HK ELH
- 2020/2021 Mountfield HK ELH, Bílí Tygři Liberec (hostování)
- 2021/2022 HC Kometa Brno ELH
- 2022/2023 Mountfield HK ELH
- 2023/2024 Mountfield HK ELH

## Reprezentace
| Turnaj          | Místo konání      | Z | G | A | B | TM | Umístění |
| --------------- | ----------------- | - | - | - | - | -- | -------- |
| MS-18 2016      | USA (Grand Forks) | 5 | 1 | 0 | 1 | 2  | 7. místo |
| Celkem na MS-18 |                   | 5 | 1 | 0 | 1 | 2  |          |